# Halloween on Spooner Street
Halloween on Spooner Street (с англ. — «Хеллоуин на Ложечной улице») — четвёртый эпизод девятого сезона мультсериала «Гриффины». Премьерный показ состоялся 7 ноября 2010 года на канале FOX. Это первый эпизод в истории «Гриффинов», который посвящён исключительно Хеллоуину.

## Сюжет
Хеллоуин.
Питер и Джо решают разыграть своего друга Куагмира. Вдоволь наиздевавшись (Джо притворяется соблазнительной блондинкой, неизвестная ужасная болезнь из Сенегала и др.), они решают отметить это в баре, но выясняется, что Джо надо заступать на патрулирование. Друзья напрашиваются с ним. После смены Куагмир привозит их отдохнуть и выпить на заброшенный аэродром, где стоят самолёты времён Второй мировой войны. Там «случайно» обнаруживается истребитель Mitsubishi A6M Zero в рабочем состоянии. Куагмир, до этого поведавший приятелям о своих японских корнях, поднимает Питера и Джо в воздух, а затем имитирует «зов предков», который направляет самолёт на стоящие в гавани корабли военных времён. Он наслаждается ужасом пассажиров, отыгрываясь тем самым за их дурацкие шутки.
Тем временем Стьюи, впервые узнавший, что такое Хеллоуин, решает принять участие в выпрашивании сладостей у жителей Куахога. Он одевается в костюм утёнка, но старшие мальчики издеваются над ним и в итоге отбирают всё, что он смог добыть. Стьюи винит в произошедшем Брайана, который бросил его одного, и требует от пса, чтобы тот вернул ему его добычу. У Брайана это не получается: хулиганы красят его в розовый цвет, и тогда малыш просит «разобраться» Лоис. В итоге Лоис общается с матерью одного из хулиганов: она возвращает Стьюи его конфеты, отбирает сладости обидчика, входной коврик и ставит ту маму «на счётчик».
Тем временем Мег, также нарядившись в карнавальный костюм, приходит на хэллоуинскую вечеринку к своей «заклятой подруге» Конни Д’Амико, уверенная, что «в маске уж она точно подцепит парня». Там она выигрывает «в бутылочку» поцелуй с Оптимусом Праймом. Это оказывается её брат, Крис.

## Создание
Автор сценария: Эндрю Голдберг
Режиссёр: Джерри Лэнгфорд
Композитор: Уолтер Мёрфи
Приглашённые знаменитости: Лиза Уилхойт (в роли соперницы Мег — Конни Д’Амико), Кэндэйс Мэри (в роли Бет), Крис Кокс, Ральф Гэрман, Ноа Мэттьюс (в роли Булли), Наташа Мельник (в роли Руфи), Кристина Милиан (в роли Эстер), Патрик Стюарт (в роли Дика Пампа) и Нана Визитор (в роли мамы Джастина)